# Journal des débats
Le Journal des débats var en fransk tidning som utkom 1789–1944 under delvis olika namn. Tidningen grundades med namnet Journal des débats et des décrets kort efter generalständernas första sammankomster som ett organ som ord för ord återgav debatterna i Frankrikes nationalförsamling. 
År 1799 övergick tidningen till att vara en verklig politisk och litterär tidning. Journal de débats försvarade den ministeriella politiken under Ludvig Filip, var oppositionsorgan under Napoleon III, och var efter 1870 konservativt republikansk.